# Cecilia Felméri
Cecilia Felméri (Cluj-Napoca, 30 de noviembre de 1978) es una directora de cine y profesora de dirección rumana.

## Trayectoria
Estudió en la Facultad de Derecho de la Universidad Babes-Bolyai (1997-2002). Fue actriz en el Teatro de Marionetas de Cluj donde trabajaba cuando estudió entre 2003 y 2008 dirección de cine y televisión en la Universidad de Sapientia, donde actualmente imparte clases de dirección cinematográfica. Entre 2009 y 2011 realizó una maestría en dirección cinematográfica, bajo la dirección de Radu Gabrea, en la Universidad Nacional de Teatro y Cine Ion Luca Caragiale en Bucarest.
En un principio realizó películas de animación, algo más cercano al teatro de marionetas. Ganó algunos premios con una de las animaciones pero no destacaba en dibujo. El punto de inflexión fue con su primer corto, Cuckoo (2008) cuando descubrió que le interesaba tratar con actores. Cuco ganó un premio en CineMAiubit, el festival de cine en Burcarest. Llegó a la Universidad Sapientia el mismo año en que se creó el Departamento de Cine y llegaron profesores procedentes de Hungría y Bucarest. En 2010, después de la universidad realizó otra película de animación con gran aceptación, “Mátyás, Mátyás”. En 2011 fue admitida en la UNATC y la maestría le permitió recuperar el trabajo de actores. “Minutos infinitos” (2011) fue su primera película con un equipo profesional con personas especializadas. Compitió en el Festival de cine de Locarno. “La píldora de Felicidad ”(2012) tenía como objetivo -explica en una entrevista- "probar la combinación entre una película de acción y una película de la Nueva Ola Rumana pero no salió bien". Fue su película de tesis para su maestría en la UNATC.
En la actualidad es profesora de dirección en la Universidad Sapientia.
En 2020 presentó Spiral, (Hungría-Rumanía) un largometraje protagonizada por el rumano Bogdan Dumitrache (Mejor Actor en San Sebastián en 2017 por Pororoca  y en Locarno en 2011 por Mejores Intenciones y la actriz eslovaco-húngara Alexandra Borbély (Premio del Cine Europeo a la Mejor Actriz en 2017). La historia, escrita por la propia directora, está en la línea de un drama psicológico, con una trama triangular que involucra a un hombre y dos mujeres a la orilla de un lago. Profundiza en los temas de dejar ir, los aspectos repetitivos de las relaciones y lo difícil que es cambiar.

## Filmografía
- "Cuckoo" (2008) directora
- “Mátyás, Mátyás” (2010) cine de animación, directora
- “Minutos infinitos” (2011), directora
- “La píldora de Felicidad ”(2012) directora

- "Spirál" (2020) directora